# قانون التهجير

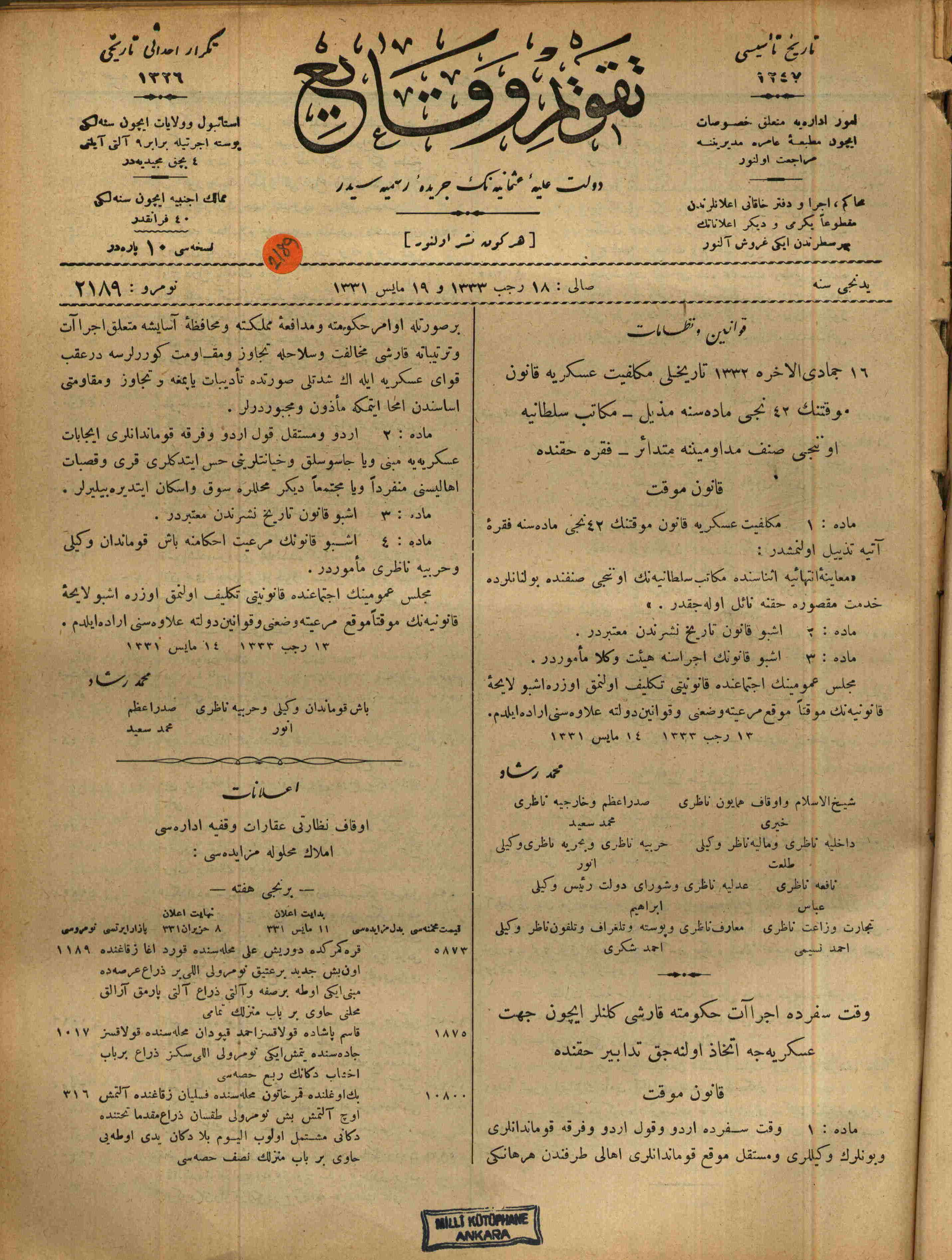
قانون التهجير

قانون التهجير (بالتركية: Tehcir Kanunu)، ويسمى رسميًا قانون النقل وإعادة التوطين (بالتركية: Sevk ve İskân Kanunu) هو قانون مؤقت أصدره البرلمان العثماني في 27 مايو 1915 لتقنين ترحيل رعايا الدولة العثمانية من الأرمن، ضمن مجموعة من الإجراءات الاستثنائية التي اتخذتها الدولة العثمانية ضد رعاياها من الأرمن أثناء الحرب العالمية الأولى. وقد توفي أثناء عمليات «إعادة التوطين» عدد كبير من الأرمن قدرته بعض المصادر بستمائة ألف، وقدرته مصادر أخرى بمليون وثمانمائة ألف شخص، مما أدى إلى وصف هذه العمليات بالإبادة الجماعية للأرمن. وقد وضع هذا القانون محل التنفيذ بدءًا من 1 يونيو 1915، وانتهى مفعوله في 8 فبراير 1916، غير أن بعض الوثائق العثمانية تبين أن تهجير الأرمن بدأ بالفعل منذ 2 مارس 1915.